# Disastrous Murmur
Disastrous Murmur je rakouská death metalová kapela založená roku 1988 ve městě Klagenfurt am Wörthersee. Mezi první členy kapely patřili Harald Bezdek (dříve hrál v Disharmonic Orchestra), Manfred Fülöp a Manfred Perack. Skupina patří společně s kapelami Pungent Stench a Disharmonic Orchestra mezi pionýry rakouského death metalu. Témata: krev, nemoc, mučení, smrt.
Do roku 1992 vyšla dvě dema a jeden singl.
První LP vyšlo v roce 1992 a dostalo název Rhapsodies in Red.

## Diskografie

### Dema
- Empryotic uterogestation (1989)
- Flesh Is What I Need (1991)

### Studiová alba
- Rhapsodies in Red (1992)
- Folter (1994)
- ...and Hungry Are the Lost (2001)
- Marinate Your Meat (2006)

### EP
- Where the Blood for Ever Rains (1992)
- Daily Toilet Torturing (2005)

### Singly
- Extra Uterine Pregnancy (1989)

### Split nahrávky
- Disastrous Murmur / Embedded (2001, split společně s Embedded)